# Peștera Mare de pe Valea Firei
Peștera Mare de pe Valea Firei (monument al naturii) este o arie protejată de interes național ce corespunde categoriei a III-a IUCN (rezervație naturală de tip speologic), situată în județul Cluj, pe teritoriul administrativ al comunei Mărgău.

## Localizare
Aria naturală este inclusă în Parcul Natural Apuseni și se află în bazinul superior al Someșului Cald (la altitudinea de 1.400 m), în extremitatea vestică a județului Cluj aproape de limita teritorială cu județul Bihor, pe teritoriul vestic al satului Mărgău.

## Descriere
Rezervația naturală declarată arie protejată prin Legea Nr. 5 din 6 martie 2000 publicată în Monitorul Oficial al României Nr. 152 din 12 aprilie 2000 (privind aprobarea planului de amenajare a teritoriului național - Secțiunea a III-a -  arii protejate) se întinde pe o suprafață de 2 hectare și este parte integrantă a sistemului carstic Peștera cu apă din Valea Firei. Aceasta se suprapune ariei de protecție specială avifaunistică - Munții Apuseni - Vlădeasa.
Aria protejată aflată în bazinul superior al râului Someșul Cald (între  Valea Firei și Valea Ponorului), reprezintă o peșteră (cavernă) complexă, de mari dimensiuni, așezată pe două niveluri, unul superior, alcătuit din săli multiple (Sala Ondine, Sala de Dans, Sala Club, Sala Buzunar, Sala Minunilor, Sala Suspendată, Sala Giganților, Sala Pagodelor, Sala cu Ferestre) cu concrețiuni (stalactite, stalagmite, ghirlande, baldachine), legate prin galerii (Galeria Marmitelor, Galeria Afluentului, Galeria Activului) și altul inferior, cu un râu subteran.
În acestă peșteră, Profesor Dr. Bogdan Onac, directorul compartimentului Cluj al Institutului de Speologie Emil Racoviță a studiat și descris megacristalele scalenoedrice de calcit (cele mai mari din lume formate în mediu subteran), a căror dimensiuni ating 80 cm lungime și au peste 30 kg în greutate (Onac, 1992).

## Atracții turistice
În vecinătatea rezervației naturale se află mai multe obiective de interes turistic (lăcașuri de cult, monumente istorice, arii protejate, zone naturale), astfel:

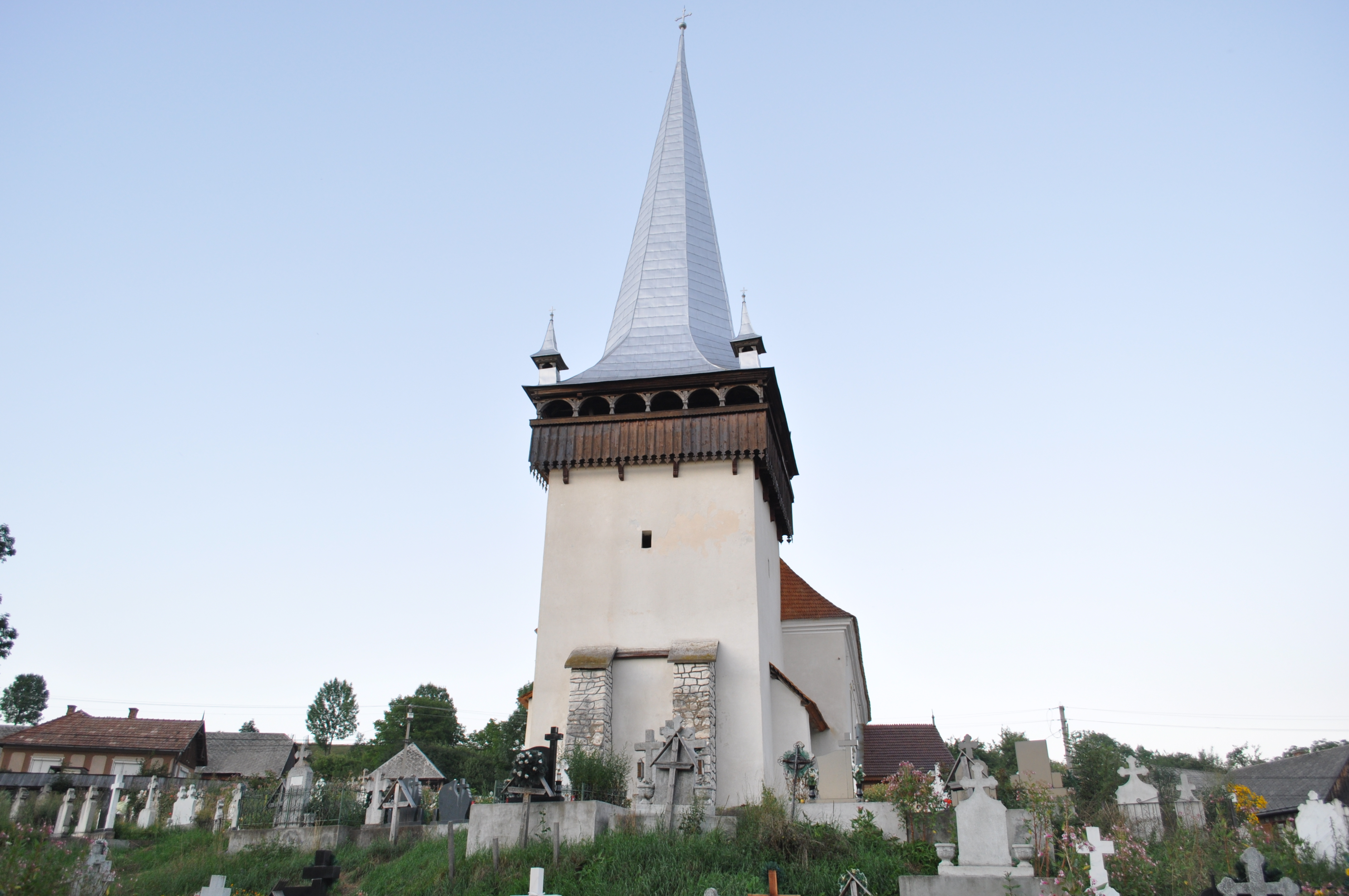
Biserica "Sfinții Arhangheli Mihail și Gavriil" din Mărgău

- Biserica „Sfinții Arhangheli Mihail și Gavriil”, construcție 1804, monument istoric
- Biserica de lemn din Răchițele, construcție 1911
- Peștera Vârfurașu (1 ha)
- Peștera din Piatra Ponorului (2 ha)
- Pietrele Albe (zonă peisagistică protejată)
- Cheile Văii Stanciului și Cascada Răchițele (zone peisagistice)